# 검도

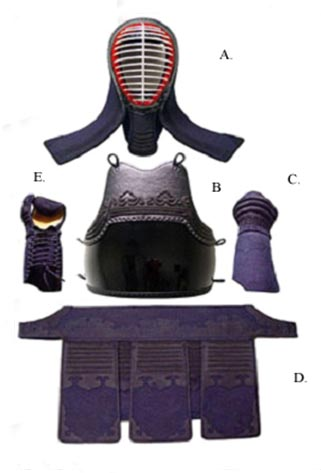
검도 보호구

검도(한국 한자: 劍道; 문화어: 격검, 영어: Kumdo)는 두 사람이 호구를 착용하고 죽도(竹刀)로 상대방의 머리,손목,허리의 격자 부위를 치거나 츠키다레(목)를 찔러서 승부를 결정짓는 스포츠화된 무도이다. 검을 사용하여 자신을 보호하는 스포츠이기도 하다. 일본의 검술을 수련하기 위한 격검이 스포츠화된 것으로, 한국에는 일제강점기에 전해져 지금에 이르렀다. 검도(劍道)라는 이름처럼 진검을 사용하기도 하지만 일반적으로 죽도를 사용한다.

## 개요
일본의 전통 무도에서 유래한 한국의 스포츠 중 하나다. 남녀노소 모두 평생운동이 가능한 운동으로, 정해진 보호 장비를 갖추고 죽도(竹刀 →대나무칼)로 특정 부위를 찌르거나 쳐서 승패를 겨루는 무술. 기술을 익혀 상대를 이기는 것도 중요하지만 정신을 수양하고 예절을 갖추는 일이 반드시 필요하다. 예로부터 검도에서는 예의 범절을 가장 중요시하여 '삼례'라는 것이 있는데 국가에 대한 예, 스승에 대한 예, 상호 간의 예가 그것이다. 현대 사회에서 필요한 건강 유지의 일환으로 많은 사랑을 받고 있으며, 특히 정신수양과 다이어트, 손발의 지압과 기합 및 타격을 통한 스트레스 해소 등에 탁월한 효과가 있는 것으로 알려진다.

## 경기

### 경기장과 용구
- 경기장
가로, 세로 9-11m 이내의 나무 마루나 우레탄 매트 등 평평한 지면으로, 바깥쪽에는 1.5m 이상의 여유가 있어야 한다.
- 용구
  1. 도복(道服): 수련 및 경기시 착용하는 복장이다. 감색 혹은 백색(한국식 백색 도복은 하의에 검은색 세로줄무늬가 있다)이다. 팔꿈치를 살짝 덮는 반소매 상의와 통이 넓은 긴 바지로 이루어진다.
  2. 죽도(竹刀): 연습 및 시합시 주로 사용하는 칼로 길고 두꺼운 네 쪽의 대를 동여매었다. 손잡이(병혁)은 가죽으로 덮여 있으며, 타격부(때리는 부분)는 전체 길이의 1/3로 칼끝과 경계부위에 가죽을 동여맨다. 크기는 지름 8 cm 이내이다. 연령대와 성별에 따라 길이나 무게가 다르다.
  3. 호구(護具): 머리와 목을 보호하는 호면과 손목을 보호하는 호완, 허리 아래에서 허벅지를 둘러싸는 갑상, 허리와 가슴부를 보호하는 갑 등이 있다. 일정의 기초 수련 과정을 거친 후에 착용하게 된다.
  4. 목검(木劍): 나무를 깎아 만든 칼로 본이나 검법의 수련시 사용한다.

도복(道服)와 호구(護具)는 에도 시대, 나가누마 쿠니사토, 나카니시 타네타케 의하여 시작된.

### 방법 및 규칙
1. 도복을 착용하며, 모든 수련과 경기는 맨발로 한다. 초심자의 경우는 도복만, 일정 과정 이후(2달정도)에는 호구를 착용한다. 속옷을 도복 안에 입지 않는 것이 보통이나, 선수,전문적으로 배우는 사람들을 제외하고는 대부분 속옷을 입는다.
2. 모든 공격은 큰 소리의 기합과 함께 이루어지며, 이 기합은 검도에 있어 매우 중요하다. 공격시에는 기합을 외치거나 공격 부위를 외치는 것이 보통이다.[2] 경기 시작시, 혹은 중간에도 기합(기부림)을 낸다.
3. 경기는 2명의 선수가 호구를 착용하고 대칼로 상대방의 머리·손목·허리를 치거나 목을 찌름으로써 승부를 가린다. 득점은 기세(기합)와 올바른 죽도와 올바른 몸놀림이 일치할 때만을 유효타격으로 인정한다. 개인전은 3판을 벌여 경기 시간 안에 2판을 먼저 얻는 쪽이 이기는데, 경기 시간 안에 한 편만이 한 판을 얻었을 때에는 그 편을 이긴 것으로 한다. 경기 시간은 보통 5분이며 연장전은 3분을 기준으로 한다. 연장전에서는 한 판을 먼저 얻는 쪽이 이기게 된다. 단체 경기는 미리 정해진 순서에 따라 1：1로 경기를 하여 승부를 가린다. 경기 시간 내에 승부가 나지 않을 때에는 '대표전'을 치른다.만일 시합도중 경기장 밖으로 나가게 된다면 벌칙 1점이 주어지는데 벌칙 2점을 받을 시 점수 1점이 깍이게 된다.

## 단계
검도에서 수련자의 단계는 차례를 가리키는 급(級)과 단(段)으로 나누고, 각 단계에 올라 있는 수련자를 가리켜 유급자와 유단으로 칭한다. 급과 단은 양쪽 다 같은 9단계로 급은 9~1, 단은 1~9까지의 단계로 나뉘어 있다.
| 단(段) | 수련 기간               | 제한 연령                               |
| ------ | ----------------------- | --------------------------------------- |
| 초단   | 1급 취득 후, 3개월 이상 | 중학교 2학년 (일본), 만 14세 (대한민국) |
| 2단    | 초단 취득 후, 1년 이상  | 없음 (일본), 만 16세 (대한민국)         |
| 3단    | 2단 취득 후, 2년 이상   |                                         |
| 4단    | 3단 취득 후, 3년 이상   |                                         |
| 5단    | 4단 취득 후, 4년 이상   |                                         |
| 6단    | 5단 취득 후, 5년 이상   |                                         |
| 7단    | 6단 취득 후, 6년 이상   |                                         |
| 8단    | 7단 취득 후, 10년 이상  | 만 46세(일본), 48세(대한민국)           |
| 9단    | 8단 취득 후, 10년 이상  | 만 65세 이상                            |

제한 연령은 나라마다 주관하는 단체의 규정에 따라 달리하고 있는데 초단은 일본은 중학교 2학년 이상, 대한민국은 14세 이상, 2단은 일본은 제한 연령이 없는 반면 대한민국에서는 만 16세 이상, 8단은 일본은 46세 이상, 대한민국은 48세 이상으로 규정하고 있다.
5단 이상의 경지에 오른 검도인 중에서 다른 수련자들에게 귀감이 되는 검도인에게는 연사(한국 한자: 鍊士, 일본어: 錬士 렌시[*]), 교사(한국 한자: 敎士, 일본어: 教士 쿄시[*]), 범사(範士 한시[*])의 칭호를 부여한다.

## 같이 보기
- 한국의 검술

## 참고 문헌
- 이종림 (2007년 10월 10일). 《정통 검도 교본》 1 4쇄판. 서울특별시: 심호 미디어. ISBN 978-89-7849-324-6.
- 이 문서에는 다음커뮤니케이션(현 카카오)에서 GFDL 또는 CC-SA 라이선스로 배포한 글로벌 세계대백과사전의 내용을 기초로 작성된 글이 포함되어 있습니다.